# بنگر (تمبورونگ)
بنگر (به لاتین: Bangar) یک منطقهٔ مسکونی در برونئی است که در استان تمبورونگ واقع شده‌است. بنگر ۱۱۳ کیلومتر مربع مساحت و ۲٬۶۹۶ نفر جمعیت دارد.